# Drink It Down
Drink It Down è un brano musicale del gruppo musicale giapponese de L'Arc~en~Ciel, pubblicato come primo singolo estratto dall'album Butterfly il 2 aprile 2008. Il singolo ha raggiunto la prima posizione della classifica Oricon dei singoli più venduti in Giappone, vendendo 125 728 copie. Il brano è stato utilizzato come tema musicale per il videogioco Devil May Cry 4.

## Tracce
CD Singolo     KSCL-1259 
1. DRINK IT DOWN - 4:05
2. Dune 2008 - 4:11
3. DRINK IT DOWN (hydeless version) - 4:06
4. Dune 2008 (TETSU P'UNKless version) - 4:05

Durata totale: 16:30

## Classifiche
| Classifica (2008) | Posizione più alta |
| ----------------- | ------------------ |
| Giappone (Oricon) | 1                  |